# 山口陽弘
山口 陽弘（やまぐち あきひろ、1964年11月 - ）は、日本の心理学者・教育学者。群馬大学教育学部教育心理学講座准教授。専門は教育心理学。

## 来歴・人物
- 1964年11月　滋賀県大津市に出生。
- 1989年3月　東北大学教育学部教育心理専修卒業。
- 1989年4月　労働省国1心理職入省。　愛知県庁・職業安定局・日本労働研究機構などを経て1990年に退省。東京大学大学院入学を目指し浪人。1993年合格。
- 1996年3月　東京大学大学院教育学研究科教育心理学単位取得満期退学。(教育学修士)
- 1999年4月　群馬大学教育学部教育心理学講座助教授。
- 2007年4月　群馬大学教育学部教育心理学講座准教授

## 専門分野
教育心理学・社会系心理学
- 教師の学級経営に関する研究
- BIG FIVE MODELによる性格特性語研究

## 著書・論文

### 著書
- 『試験にでる心理学（一般心理学編）』（共著） （北大路書房、2001年）
- 『文章理解の心理学』（北大路書房、2001年）
- 『試験にでる心理学（心理測定・統計編）』 （北大路書房、2002年）
- 『試験にでる心理学（臨床心理学編）』 （北大路書房、2004年）

### 論文
- 『暗黙の性格理論と人物のカテゴリー化について』　心理学研究 （学術雑誌、1993年）
- 『性格持性語における階層構造の実証的研究-カテゴリー幅とクラス包含判断の非対称性-(共著)』　心理学研究 （学術雑誌、1995年）
- 『階層構造から見た性格特性語の有用性について(共著)』　心理学研究 （学術雑誌、1996年）
- 『価値志向性における一次元的階層性の検討-項目反応理論の適用-(共著)』　教育心理学研究 （学術雑誌、1998年）
- 『自由記述によって得られた性格特性語の形態素分析(共著)』　群馬大学教育学部紀要 （大学・研究所等紀要、1999年）
- 『自由記述によって得られた性格特性語の形態素分析(共著)』群馬大学教育学部紀要 （大学・研究所等紀要、2000年）
- 『Multidimensional-Scaling(多次元尺度構成法)を用いた児童、生徒に対する教師の視点の分析(共著)』　群馬大学教育実践紀要 （大学・研究所等紀要、2000年）
- 『幼児教育は脳で説明可能か？：被虐待児の事例をもとに』　群馬大学教育学部紀要 （大学・研究所等紀要、2002年）
- 『色覚異常者をめぐる諸問題の検討：新規学卒就職における問題（共著）』 群馬大学教育実践研究（大学・研究所等紀要、2003年）
- 『教師版RCRT(Role Construct repertory Test)改訂のための予備的検討Ⅰ』　群馬大学教育学部紀要 （大学・研究所等紀要、2004年）
- 『教師版RCRT(Role Construct Repertory Test)改訂のための予備的検討Ⅱ』　群馬大学教育学部紀要 （大学・研究所等紀要、2005年)
- 『教員採用試験におけるロールプレイ面接(共著)』群馬大学教育実践研究 （大学・研究所等紀要、2006)
- 『Temperament and Character Inventoryの因子的妥当性について(共著)』　群馬大学教育実践研究 （大学・研究所等紀要、2007年)
- 『パーソナリティ研究と神経科学をつなぐ気質研究について(共著)』　群馬大学教育学部紀要 （大学・研究所等紀要、2007年)
- 『Grayの気質理論と反応スタイル理論との関連(共著)』　群馬大学教育実践研究 （大学・研究所等紀要、2008年)
- 『うつ病において報酬系の機能は阻害されるか？-うつ病と報酬系に関する認知神経科学的検討-(共著)』　群馬大学教育学部紀要 （大学・研究所等紀要、2008年)
- 『Cloningerの気質・性格モデルとBig Fiveモデルとの関連性(共著)』 パーソナリティ研究  (学術雑誌、2008年)

## 所属学会
- 日本心理学会
- 日本教育心理学会
- 日本性格心理学会